# أوسكار إيميت دويل
أوسكار إيميت دويل هو قسيس كندي، ولد في 18 فبراير 1913 في كالغاري في كندا، وتوفي في 14 سبتمبر 2003.